# 394

## Догађаји
- 6. септембар – Битка код Фригида: цар Теодосије I побеђује и убија узурпатора Евгенија. Теодосијеве снаге подржавају бројни помоћници, укључујући 20.000 визиготских савезника под Аларихом. Франачки генерал Арбогаст (магистер милитум) бежи у Алпе и врши самоубиство.
- Касна римска војска: Нотитиа Дигнитатум приказује развој снага у Римском царству. До сада 200.000 војника чува границе, а резервне снаге од 50.000 су на располагању за распоређивање. Многи неримски војници су из германских и других племена: Алемани, Франци, Готи, Саси и Вандали.
- Зима – Хуни прелазе залеђени Дунав и уништавају села коју су подигли Готи. Цар Теодосије I шест стотина миља далеко у Италији, не шаље појачања за одбрану северне границе.
- У Риму, света ватра престаје да гори (види Веста и Весталке).
- У Египту последњи познати хијероглифски натпис, познат као Графит Есмет-Акхома, написан је у Филама у Египту.
- Кина: Последњи владар бившег Ћина, Фу Чонг, погинуо је у борби против војске Западног Ћина, чиме је бивши Ћин окончан.
- Епифаније Саламински напада Оригенове следбенике и позива Јована II, епископа Јерусалима, да осуди његове списе.
- Сабор u Багаи у Африци окупља 310 епикопа донатиста.

## Смрти
- 6. септембар — Евгеније, римски узурпатор
- Флавије Арбогаст (умро 394.) римски војсковођа франачког порекла